# 繡榻野史

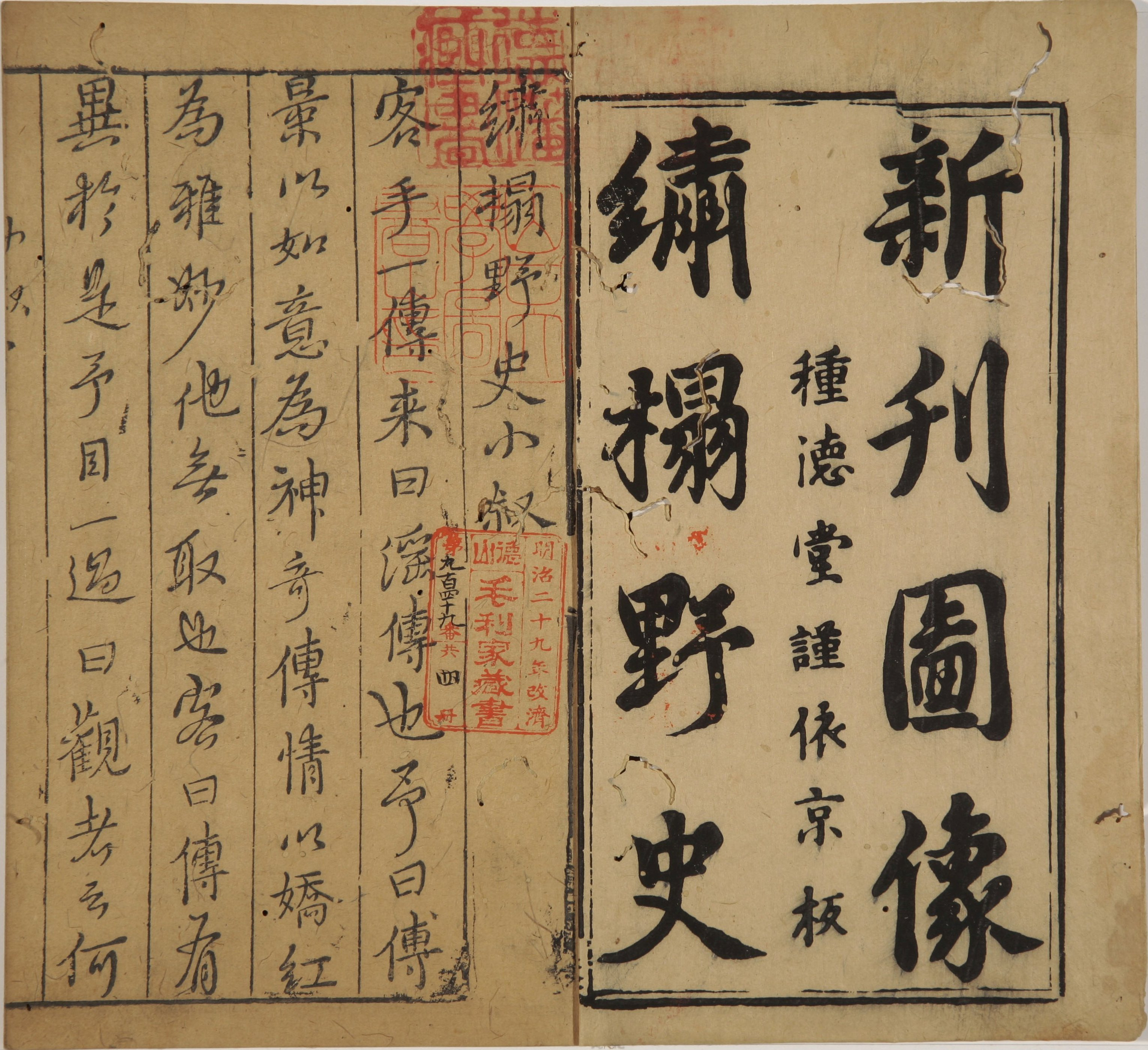
明末种德堂刊本书影

《繡榻野史》是明朝的艷情小說，共四卷，呂天成著。
《繡榻野史》寫秀才東門生與妻金氏、還有男寵楊大里之間的情慾與亂倫之事。扬州秀才姚同心，自號東門生，早年娶妻醜甚多病。後醜妻病亡，誓娶美妻做繼室。然而數年未得，鄰居趙大里長相俊俏，與東門生白天是兄弟，夜晚是夫妻。趙大里的娘親麻氏三十多歲守寡至今，人稱麻婆婆。東門生二十八歲時如願娶得绸缎铺金老板的女兒金氏，時方齡十九，美貌無雙。但金氏在閨秀時即風評不佳，常與少年廝混，東門生並不計較。東門生再婚之後，仍和趙有同性戀關係。東門生因極愛二人，便撮合趙與金氏同宿交合。一開始金氏使出渾身解術，直到大里討饒為止，兩人當天約定再戰，東門生自己在門縫裡看得津津有味。第二次交合前，大里先吃過春藥，又將淫藥放入金氏陰戶。兩人繾綣多時，弄得金氏外陰紅腫，疼不可忍。金氏因纵欲伤阴，有愧於東門生，便設計引誘趙母麻氏與東門生交好，麻氏體驗到情慾的巨大快樂之後，斷然放棄守節。日後金氏與麻氏爭風吃醋，麻氏提出將大里和金氏配為夫婦，自己和東門生湊成一對。形成四人雜居，同性戀、異性戀同時進行，家中婢女賽紅、阿秀、小嬌亦參與其中。此事驚動官府，東門生一家逃往山上去，繼續行淫。麻氏相繼生有二子後病亡。金氏、趙大里也因縱慾過度，相繼死亡。婢女賽紅、阿秀嫁人，只有小嬌照料麻氏所生的兩個兒子。麻婆婆死后化作母猪，金氏化母騾，大里化公騾，三人托夢給東門生。最後東門生看破紅塵，削髮為僧。
《繡榻野史》是作者少年遊戲之筆，由於對性愛過多描寫，張譽批評《繡榻野史》曰：“如老淫土娼，見之欲嘔。”劉廷璣《在園雜誌》言其“流毒無盡”。由於《繡榻野史》太過淫穢，道光二十四年（1844年）九月，浙江湖州知府將此書列入了禁毀書單，同治七年（1868年）江蘇巡撫丁日昌下令查禁此書。即便如此，仍禁之不絕。該小説文字洗煉，在描寫性交過程中的語言幽默風趣，如行淫前喝酒，會聊些繞口令（急口令）助興，足見作者寫作功力，“至摹寫麗情褻語，尤稱絕技”。

## 版本
- 現存明萬曆刊本，卷首題“情顛主人著”、“小隱齋居士校正”，別題“ 錄隱道人編繹”。